# Alicia Coutts
Alicia Jayne Coutts (født 14. september 1987 i Brisbane, Queensland) er en australsk tidligere svømmer. Hun er flerfoldig olympisk og VM-medaljetager.
Coutts første store internationale stævne var OL 2008 i Beijing. Her stillede hun op i individuelt medley og blev nummer fem.
Hun fik sit store gennembrud ved Commonwealth Games i 2010, hvor hun vandt fire guldmedaljer, deraf to individuelle. I 2011 vandt hun to sølvmedaljer og en bronzemedalje ved VM, og hun var derfor blandt favoritterne ved OL 2012 i London.
Hun levede op til favoritværdigheden, idet stillede hun op i fem discipliner og vandt medalje i dem alle.
I 4 x 100 m fri svømmede hun kun finalen og var dermed med til at sikre australierne guldmedaljerne. De øvrige svømmere i finalen var Cate Campbell, Brittany Elmslie og Mel Schlanger. Kvartetten satte ved den lejlighed olympisk rekord med tiden 3.33,15 minutter. I 100 m butterfly vandt hun sit indledende heat, blev toer i semifinalen og endte i finalen med bronze efter amerikaneren Dana Vollmer på guldpladsen og kineseren Lu Ying på sølvpladsen. I 200 m medley blev hun nummer tre i sit indledende heat, mens hun i både semifinale og finale blev toer efter kineseren Ye Shiwen, der satte olympisk rekord i begge løb. I finalen vandt amerikaneren Caitlin Leverenz bronze. I 4 x 200 m fri svømmede hun igen kun i finalen, og hun var sammen med Bronte Barratt, Mel Schlanger og Kylie Palmer med til at vinde sølv efter amerikanerne og foran det franske hold på tredjepladsen. Endelig var hun med i 4 x 100 m medley, hvor hun svømmede tredjeturen (butterfly) for australierne i både indledende heat og i finalen. Her hentede Coutts sin tredje sølvmedalje ved legene, da australierne igen måtte se sig besejret af amerikanerne, mens Japan vandt bronze. De øvrige australske svømmere i finalen var Emily Seebohm, Leisel Jones og Mel Schlanger.
Ved VM 2013 vandt hun sølv i alle de fem discipliner, hun også havde hentet medaljer i ved OL 2012. Ved Commonwealth Games 2014 var hun med til at vinde guld i de tre stafetdiscipliner, og hun vandt desuden guld i 200 m individuel medley. Ved OL 2016 i Rio de Janeiro deltog hun kun i 200 m individuel medley, hvor hun blev nummer fem.
Kort efter OL 2016 meddelte hun, at hun indstillede sin elitekarriere.